# كشك مبارك
كشك مبارك هو أحد المعالم التاريخية في مدينة الكويت ويعتبر الكشك مقر حكم الشيخ مبارك الصباح في بداية فترة حكمه.

## البناء
شيد الكشك عام 1897 بعد سنة من تولي الشيخ مبارك مقاليد الحكم، والكشك في لهجة أهل الكويت مبنى مربع الشكل ذو طابقين، ويحتوي الطابق السفلي على محلات ويتكون الطابق العلوي من مجلس يمكن الوصول إليه من خلال سلم خارجي. ولعل أول من بنى الكشك في الكويت الشيخ مبارك الصباح. وشمل كشك مبارك على بنائين أحدهما في الناحية الشرقية والآخر في الجهة الغربية. وكان يعتبر الكشك مقر الحكم للشيخ مبارك حيث كان يجلس في الكشك الشرقي صباحاً من بعد صلاة الفجر، وفي الكشك الغربي مساءً. وكان يستمع فيه آراء ومشكلات المواطنين وتقديم مختلف أوجه المساعدة لهم وشتى الحلول لمشكلاتهم.
يقع الكشك في منطقة حيوية في ذلك الوقت حيث يقع في المركز الاقتصادي للكويت حيث تحيط بساحة الكشك مجموعة من الأسواق منها سوق الخضرة وسوق التناكة والسوق الداخلي وسوق الدهن وسوق التمر وسوق الخراريز وسوق الماء. كما يمر معظم المتجهين إلى ساحة الصفاة عبر هذه الساحة.

## الاستعمال
استخدم الشيخ مبارك الكشك الغربي كمقر لإدارة الدولة ومجلساً لاستماع لآراء ومشاكل الناس وذلك حتى انتقاله لقصر السيف، ثم أصبح الكشك أول محكمة في الكويت وكان يرأسها الشيخ عبد الله الجابر الصباح عام 1928 ومقر للمحكمة الشرعية عام 1934. ويتكون الكشك من طابقين، وكان يشغل الدور الأرضي مكتب شؤون الغواصين ومكتب التسجيل العقاري. وتحول المبنى بعد ذلك إلى إدارة البلدية، ومن ثم إلى إلى مقر للبريد عام 1942، ومن ثم أصبح أول فرع للمكتبة العامة لإدارة المعارف عام 1952.

## تجديد الكشك
قام المجلس الوطني للثقافة والفنون والآداب بإعادة استملاك الكشك الغربي في منتصف عام 2010 وبدء في أعمال تجديد الكشك في يوليو 2010 لتشمل أعمال الترميم على ثلاثة أقسام للكشك المكون من طابقين. ضم الطابق الأرضي على تجديد أقدم صيدليات الكويت وهي صيدلية عبد الإله القناعي والتي تقع في أحد جنبات الكشك وافتتحها في عام 1920. ويشمل القسم الثاني على أعمال ترميم مجلس الشيخ مبارك الذي كان يستخدمه في جلساته العامة للاستماع إلى آراء ووجهات نظر ومشكلات المواطنين، وخصص القسم الثالث لإقامة متحف صغير لأهم معلومات هذا الكشك وتطور استخداماته.
و في 23 مارس 2011 تم افتتاح الكشك بحضور أمير الكويت صباح الأحمد الصباح 